# خطاب جيتيسبيرغ
خطاب جيتيسبيرغ هو خطاب ألقاه أبراهام لينكولن رئيس الولايات المتحدة، ويعد أحد أكثر الخطابات شهرة في التاريخ الأمريكي. وقد ألقاها الرئيس لينكولن أثناء الحرب الأهلية الأمريكية، في ظهر يوم الثلاثاء، التاسع عشر من نوفمبر عام 1863، عند تدشين مقبرة الجنود الوطنية في مدينة جيتيسبيرغ، بولاية بنسلفانيا. وكان ذلك بعد مُضي أربعة شهور ونصف على هزيمة جيوش الكونفدرالية الأمريكية على أيدي جيوش الاتحاد في معركة جيتيسبيرغ.
وقد صاغ أبراهام لينكولن خطابه بحِرَفيّة جعلته يُعد أحد أكثر الخُطب شيوعًا في التاريخ الأمريكي، وقد كان هذا الخطاب تابعًالعروض أخرى قُدمت في ذلك اليوم.وخلال ما يزيد عن دقيقتين فقط، أعاد لينكولن تكرار مباديء المساواة الإنسانية التي تبناها إعلان الاستقلال الأمريكي وأعلن هذه الحرب الأهلية بأنها كفاحًا لحفظ الاتحاد من الانشقاق بفعل أزمة الانفصال في الولايات المتحدة، وذلك «بميلاد جديد للحرية»، والتي قد تحقق مساواة حقيقية لجميع مواطنيه. وأعاد لينكولن أيضًا تعريف الحرب الأهلية بأنها ليست كفاحًا للإتحاد فقط بل كفاحًا لمبدأ المساواة بين البشر.
بدءًا بالعبارة الأكثر إبداعًا وشهرة في الوقت الحاضر «منذ سبع وثمانون عامًا مضت»-إشارةً إلى إعلان الاستقلال الأمريكي الذي تم تدوينه في بداية الثورة الأمريكية في عام 1776- وعرض لينكولن القواعد التأسيسية للولايات المتحدة وذلك في إطار الحرب الأهلية وخلد ذكرى من ضحوا بأرواحهم في معركة جيتيسبرغ وأشاد بفضل الجماهير المنصتة (والأمة ككل) في ضمان بقاء ديموقراطية أمريكا التمثيلية، وأنه «حكم الشعب، وبيد الشعب، ومن أجله، ويجب أن يبقى كذلك ويُحفظ من الفناء.»
وعلى الرغم من منزلة الخطاب البارزة في التاريخ واتساع شهرته في الثقافة الأمريكية، تظل صياغته وموقع إلقائه الفعلي محل نزاع. ويتكون خطاب جيتيسبرغ من خمس نصوص معروفة وهي تختلف عن بعضها في عددٍ من التفاصيل وتختلف كذلك عن طبعات الصحف المعاصرة لهذا الخطاب. وتحدد دراسة حديثة منصة المتحدثيين على بُعد 40 ياردة (أو أكثر) من الموقع التقليدي داخل مقبرة الجنود الوطنية فتقع عند النُصب التذكاري القومي للجنود لتكون داخل مقبرة إيفيرجرين الخاصة القريبة منه.

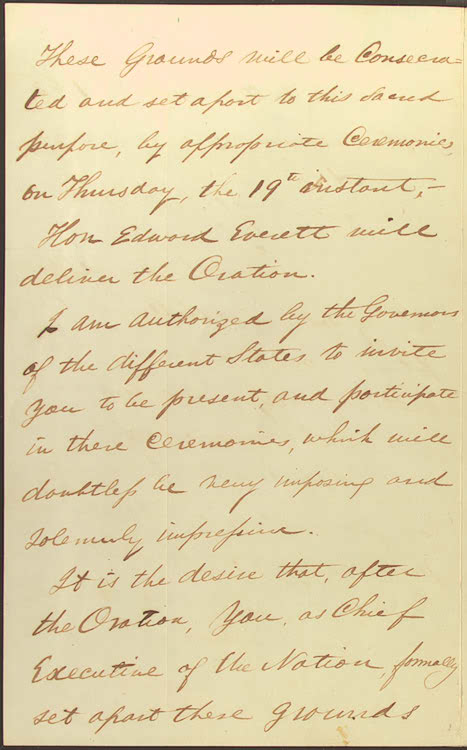
خطاب ديفيد ويلز يدعو فيه أبراهام لينكولن لإضافة بعض الملاحظات، مشيرًا إلى أن ادوارد إيفريت هو من سيُلقي الخطاب.

## خلفية عامة

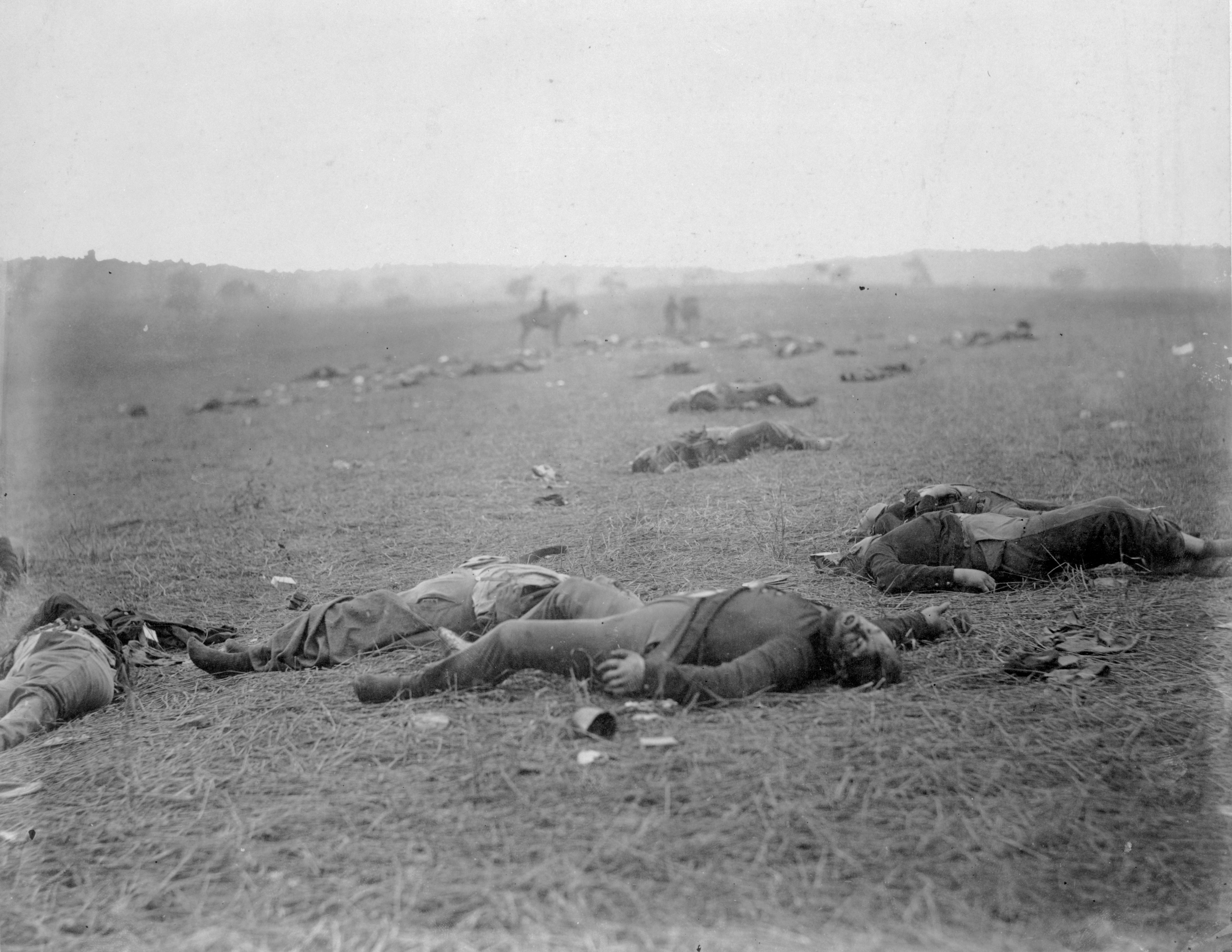
قتلى جنود الاتحاد في معركة جيتيسبيرغ، إلتُقطت من قبل المصور تيموثي أوسوليفان 5-6 يوليو.1863

في أتباع معركة جيتيسبيرغ الواقعة في 1-3 يوليو 1863، بدأ تدشين المقابر لإعادة دفن جنود الاتحاد نقلًا من ساحة معركة جيتيسبيرغ يوم 17 أكتوبر. وتوجهت اللجنة المنظمة لمراسم التاسع عشر من نوفمبر 'تكريس المقبرة الوطنية في جيتيسبيرغ' بدعوة إلى الرئيس لينكولن قائلةً: «من المرغوب فيه بعد إلقاءالخطاب الرسمي، أن يتقدم سيادتكم رسميًا وكرئيس تنفيذي للبلاد بتمييز هذه الأراضي وقيمتها السامية من خلال بضعة تعليقات ملائمة.» وقد جاءت كلمة الرئيس لينكولن عقب الخطاب الرسمي والذي ألقاه ادوارد إيفريت، وقد قام إيفريت بعد ذلك بإدراج نسخة من خطاب جيتيسبيرغ في كتابه الصادر عام 1864 عن هذا الحدث (خطاب إدوارد إيفريت التشريفي في تكريس المقبرة الوطنية في جيتيسبيرغ، في التاسع عشر من نوفمبر 1863، وكلمة الرئيس لينكولن التكريسية، بالإضافة إلى ملحقات أُخرى بالحدث؛ ومُرفق بتقرير عن أصل المشروع، والترتيب لأراضي المقبرة، وخريطة خاصة بساحة المعركة وتصميم المقبرة).
أثناء رحلة القطار في الثامن عشر من نوفمبر منتقلًا من العاصمة واشنطن إلى جيتسبيرغ، أشار الرئيس لينكولن إلى جون هاي أنه يشعر بالضعف. وفي صباح التاسع عشر من نوفمبر أخبر لينكولن جون نيكولاي أنه يشعر بالدوّار. وكان مصاحبًا للرئيس في رحلته بالقطار السكرتير جون نيكولاي، ومساعد السكرتير جون هاي، ورافقه ثلاثة من أعضاء حكومته هم ويليام سيوارد، وجون آشر، ومونتغمري بلير، وعدة ضباط أجانب وآخرين.
ولاحظ هاي أن لينكولن أثناء إلقائه الخطاب كان وجهه ذو' لون شاحب مروّع' وكان يبدو 'حزينًا، رثائيًا، ومنهك في الغالب.'وبعد انتهاء الخطاب، كان لنكولن مريضًا بشدة ومصابًا بحُمى وصداع حاد عندما أصبح على متن القطار المتوجه للعاصمة واشنطن في السادسة والنصف مساءًا. وتبع ذلك فترة مرض مطوّلة والتي تضمنت طفح جلدي وشُخصت بأنها إصابة معتدلة بالجُدري، ولذلك من المرجح بصورة شبه مؤكدة أن لنكولن كان يعاني من أعراض الفترة الأولى للإصابة بالجُدري أثناء إلقائه خطاب جيتيسبيرغ.

## البرنامج و «خطاب جيتيسبيرغ الرسمي» لإيفريت

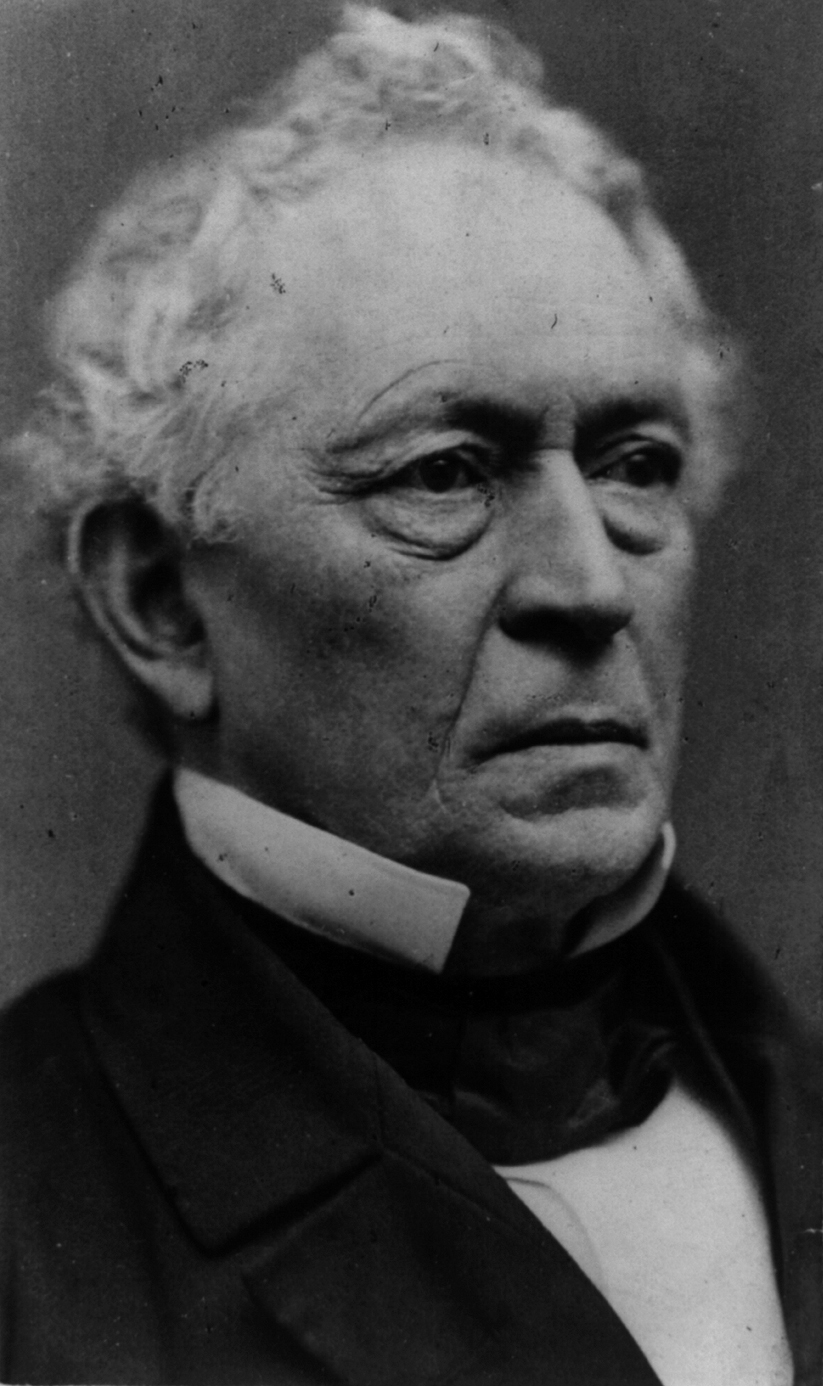
ألقى ادوارد إيفريت الخطاب الرسمي الذي دام لساعتين قبل أن يُلقي لينكولن كلماته التكريسية والتي دامت لبضع دقائق.

شَمَل البرنامج المنظَم لهذا اليوم من قٍبل ويلز ولجنته ما يَلي:
موسيقى، بواسطة فرقة بيرجفلد(«الإجلال للجنود الصامتين» لأدولف بيرجفلد)
صلاة، بواسطة القس توماس ستوكتن.
موسيقى، بواسطة فرقة المشاة البحرية («المئة القديمة») من إخراج فرانسيز سكالا.
خطاب رسمي، بواسطة إدوارد إيفريت («معارك جيتيسبيرغ»).
موسيقى، نشيد وطني («أنشودة التكريس») بواسطة ويلسون هورنر، وغناه نادي بالتيمور جليي.
كلمة تكريسية يلقيها رئيس الولايات المتحدة.
نشيد وطني، («نعم، إنه الفخر أن نموت في سبيل أوطاننا» كلمات جيمس بيرسيفال، موسيقى ألفريد ديلاني)، مُغناه بواسطة
كورس تم اختياره لمُباركة الحدث من قِبل القِس لويس بافر.
وعلى الرغم من أن كلمة لنكولن المُقتضبة قد أصبحت من أرقى الأمثلة في تاريخ فن الخطابة الإنجليزي العام، كان خطاب إيفريت الرسمي والذي دام لساعتيين هو «خطاب جيتيسبيرغ» المُقرر إلقائه في هذا اليوم. وقد بدأ خطابه الذي يصعُب قرائته الآن والمُكوَن من 13.607 كلمة بالآتي:
«واقفًا أسفل هذه السماء الهادئة، ناظرًا إلى هذه المساحات الفسيحة التي تستريح من جهود العام المنحسر، جبال الأليجينيز الشاهقة شامخة أمامنا بصمت، وقبور أخوتنا أسفل أقدامنا، وبترددٍ أرفع صوتي الواهن لشق صمت الرب والطبيعة البليغ. بلا شك يجب أن أُؤدي ما نُسب إليّ من واجب؛ أدعوكم أن تمنحوني تسامحكم وتعاطفكم.»
وانتهى بعد مرور ساعتين بما يلي:
«ولكنهم، وكلي يقين، أنهم سيوافقوننا القول أننا سنودّع رفات هؤلاء الشهداء الأبطال، والذي أينما وفي كل أرجاء العالم المُتَحضر ستُقرأ روايات هذه الحرب العظيمة، ووصولًا إلى أخر حقبة من تاريخنا المسجل، في الحوليات المجيدة لبلادنا المعروفة، ولن تكون هناك صفحات أكثر إشراقًا من تلك التي تخص معارك جيتيسبيرغ.»
وكانت الخطابات التكريسية المطوّلة كخطاب إيفريت شائعة في تدشين المقابر خلال تلك الفترة. وبدأ هذا العُرف عام 1831 حين ألقى القاض جوزيف ستوري الخطاب التكريسي في مقبرة ماونت أوبرن في كامبريدج بولاية ماساتشوستس. وكانت هذه الخطابات غالبًا ما تصل المقابر بمهمة الاتحاد.

## نص خطاب جيتيسبيرغ
بعد فترة قصيرة من إلقاء ايفريت خطابه والذي لاقى استحسانًا جيدًا، تحدث لينكولن لعدة دقائق قليلة. من خلال «بعض التعليقات الملائمة»، تمكن لينكولن من تلخيص رؤيته عن الحرب في عشرة جمل فقط. وعلى الرغم من الأهمية التاريخية لخطاب لينكولن، فقد اختلف العلماء المعاصرين في صياغته الحرفية، وكذلك النُسخ المعاصرة التي تم نشرها في تقارير الصُحف عن الحَدَث، وحتى النُسخ المكتوبة بخط يد لينكولن نفسه تختلف عن بعضها في الصياغة، والترقيم، والبناء. النسخة بليس هي واحدة من ما سبق ذكرهم دُونت بصيغة جيدة بعدالخطاب كمعروفٍ لصديق وتُعد من قبل الكثيرين النص النموذجي. ومع ذلك يختلف نص هذه النسخة عن النُسخ المكتوبة التي أعدها لينكولن قبل وبعد خطابه.ولكنها النسخة الأخيرة التي كتبها لينكولن والأخيرة التي تحمل توقيعه.

## مصادر لينكولن

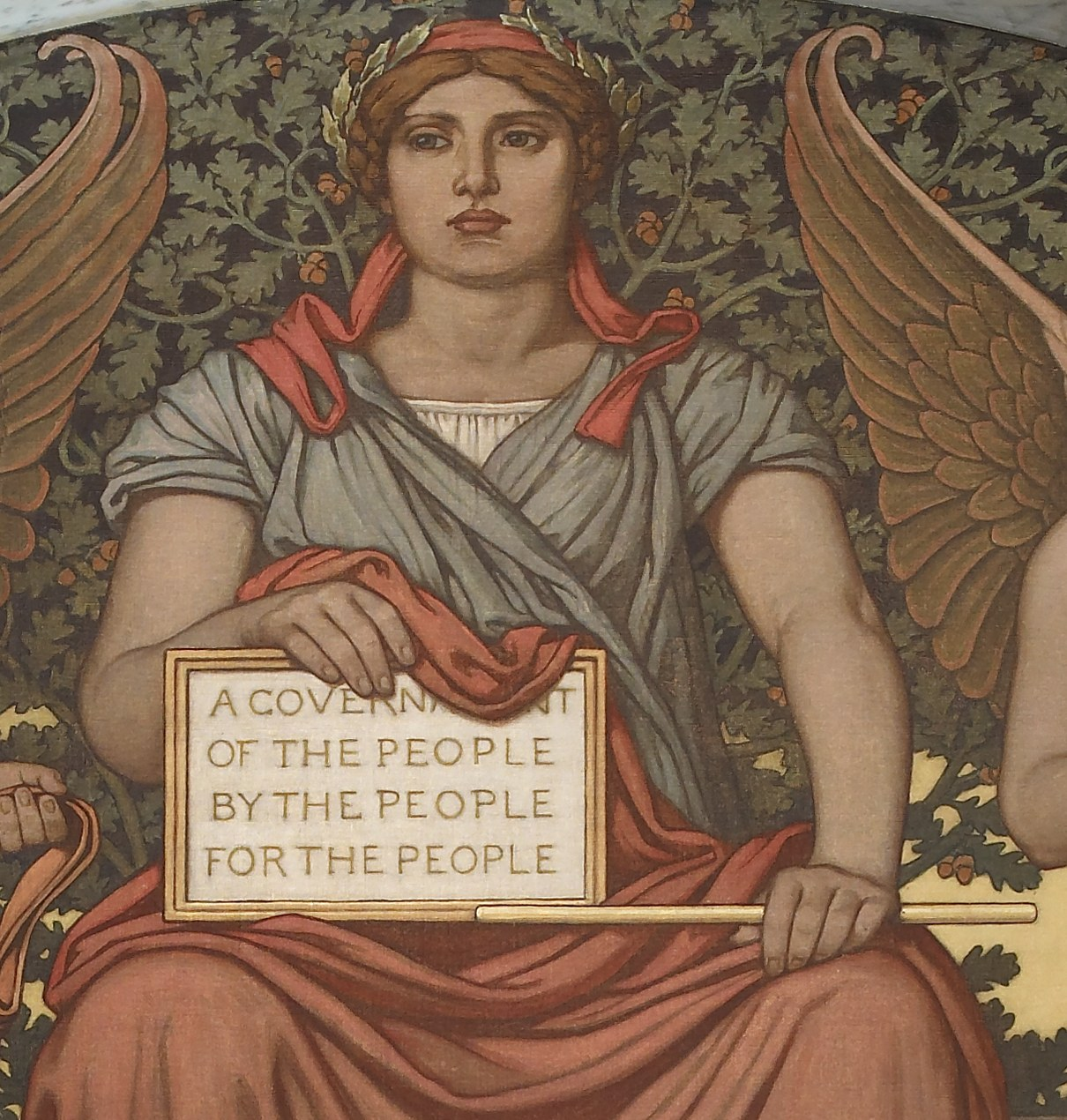
تفصيل اللوحة الجدارية لإليهو فيدر الحُكم (1896) الموجودة في مكتبة الكونغرس، فتظهر الشخصية الرئيسية حاملة لوحة منقوش عليها عبارة لينكولن الشهيرة

### نسخة هاي

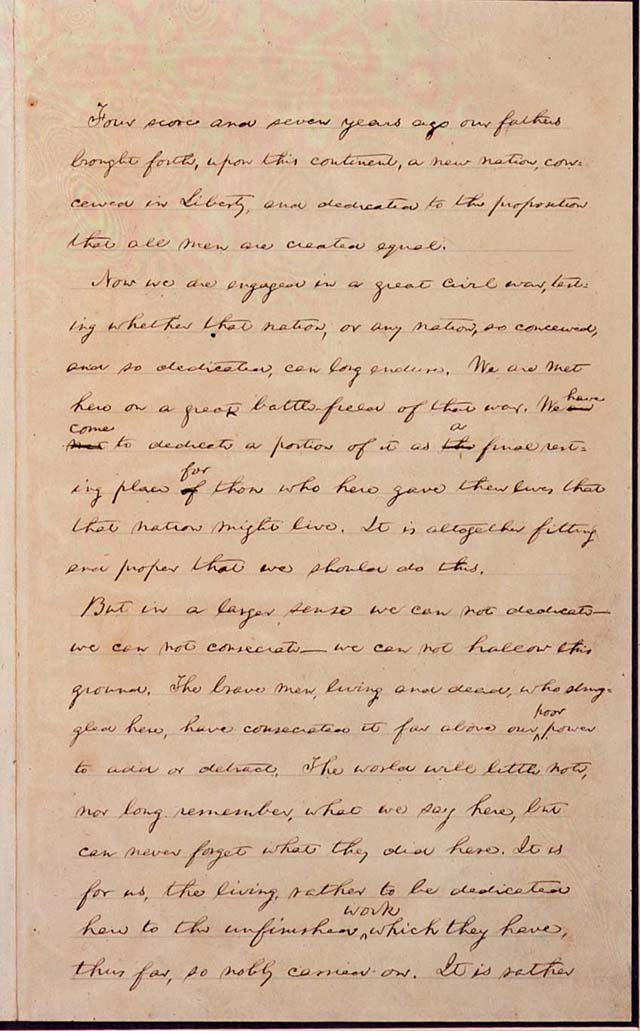
نسخة هاي، وتحمل تصحيحات بخط يد لينكولن نفسه

### نسخة بليس

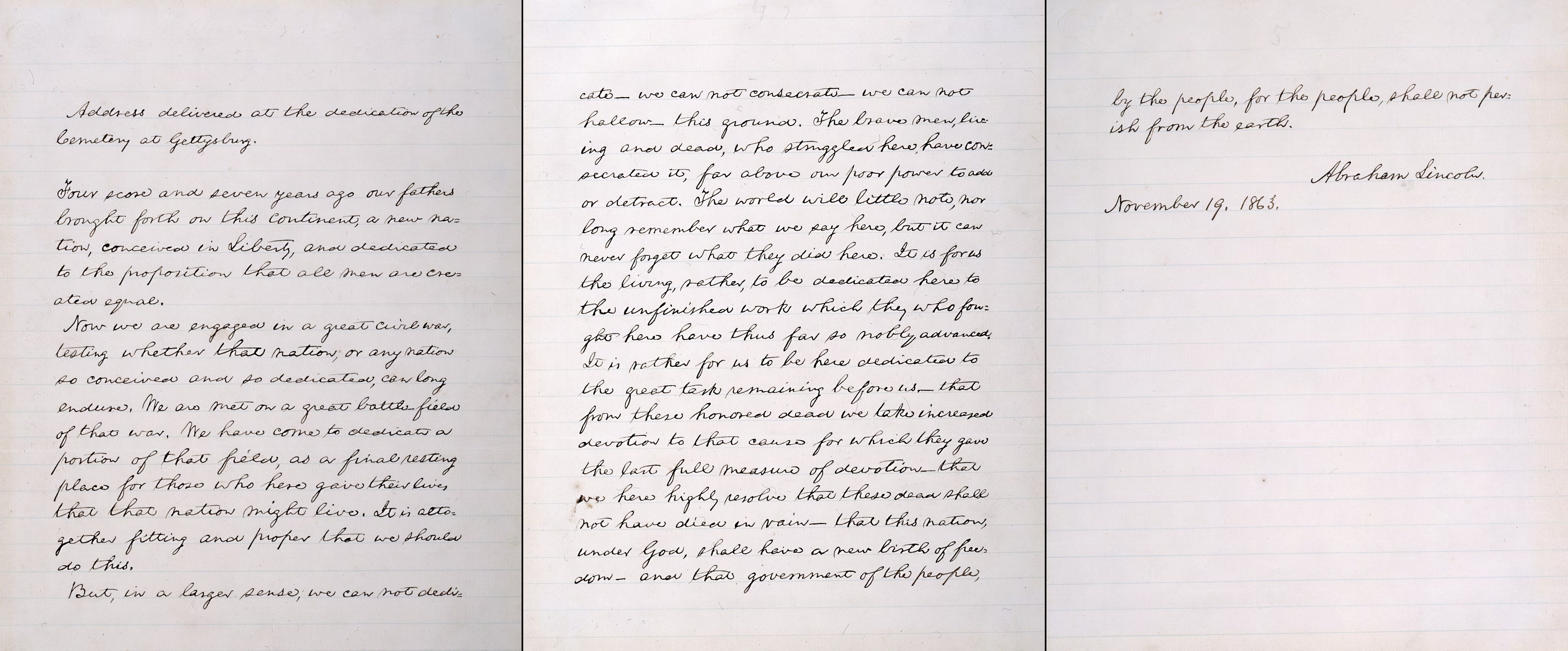
نسخة بليس المعروضة في غرفة الرئيس لينكولن بالبيت الأبيض

## مصادر وردود أفعال معاصرة

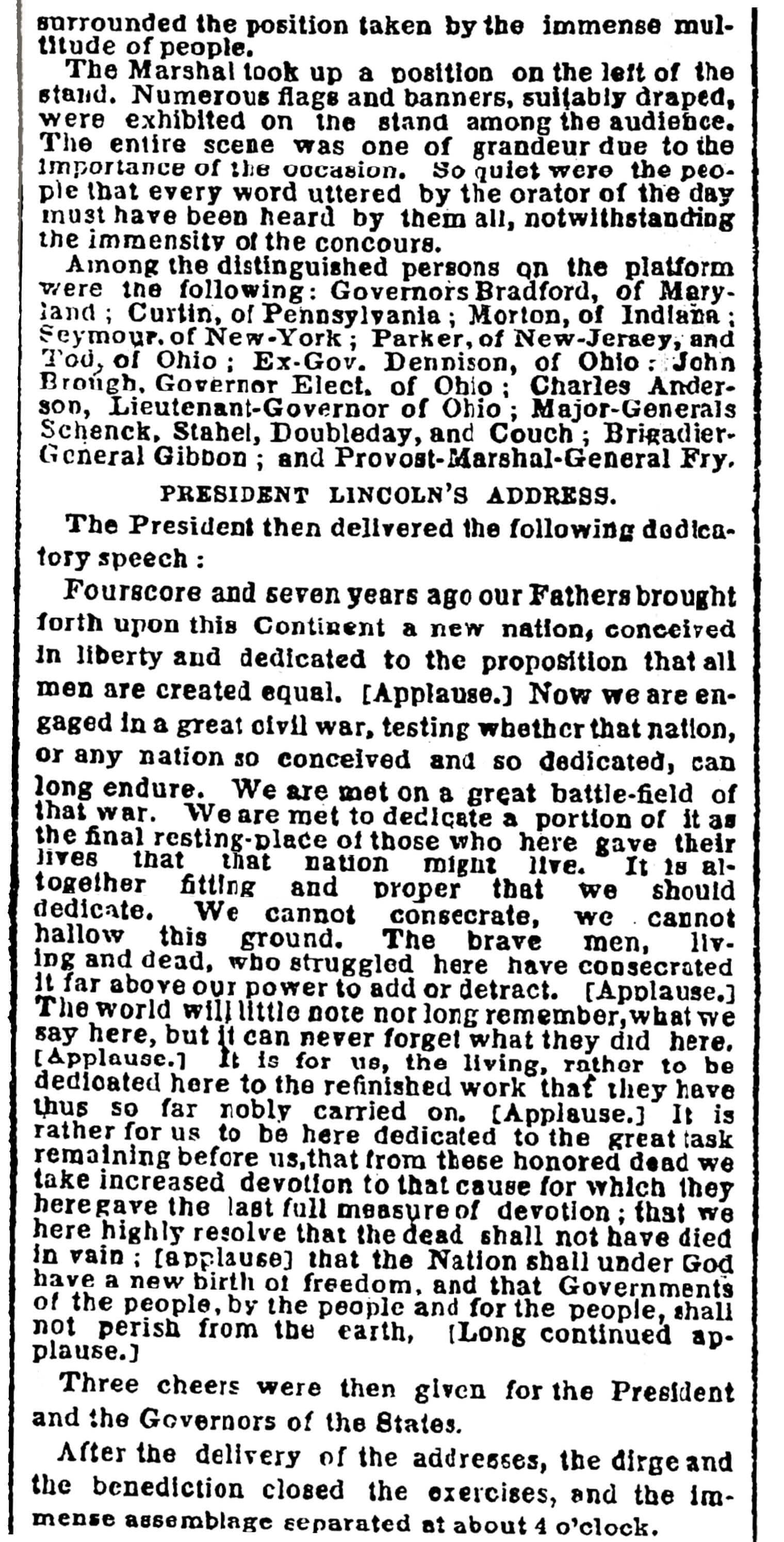
مقال صحيفة النيويورك تايمز من إصدار 20 نوفمبر عام 1863، يشير إلى أن خطاب لينكولن قد تم مقاطعته بالتصفيق خمس مرات ثم تبعه «تصفيق استمر لفترة طويلة».

### صور فوتوغرافية

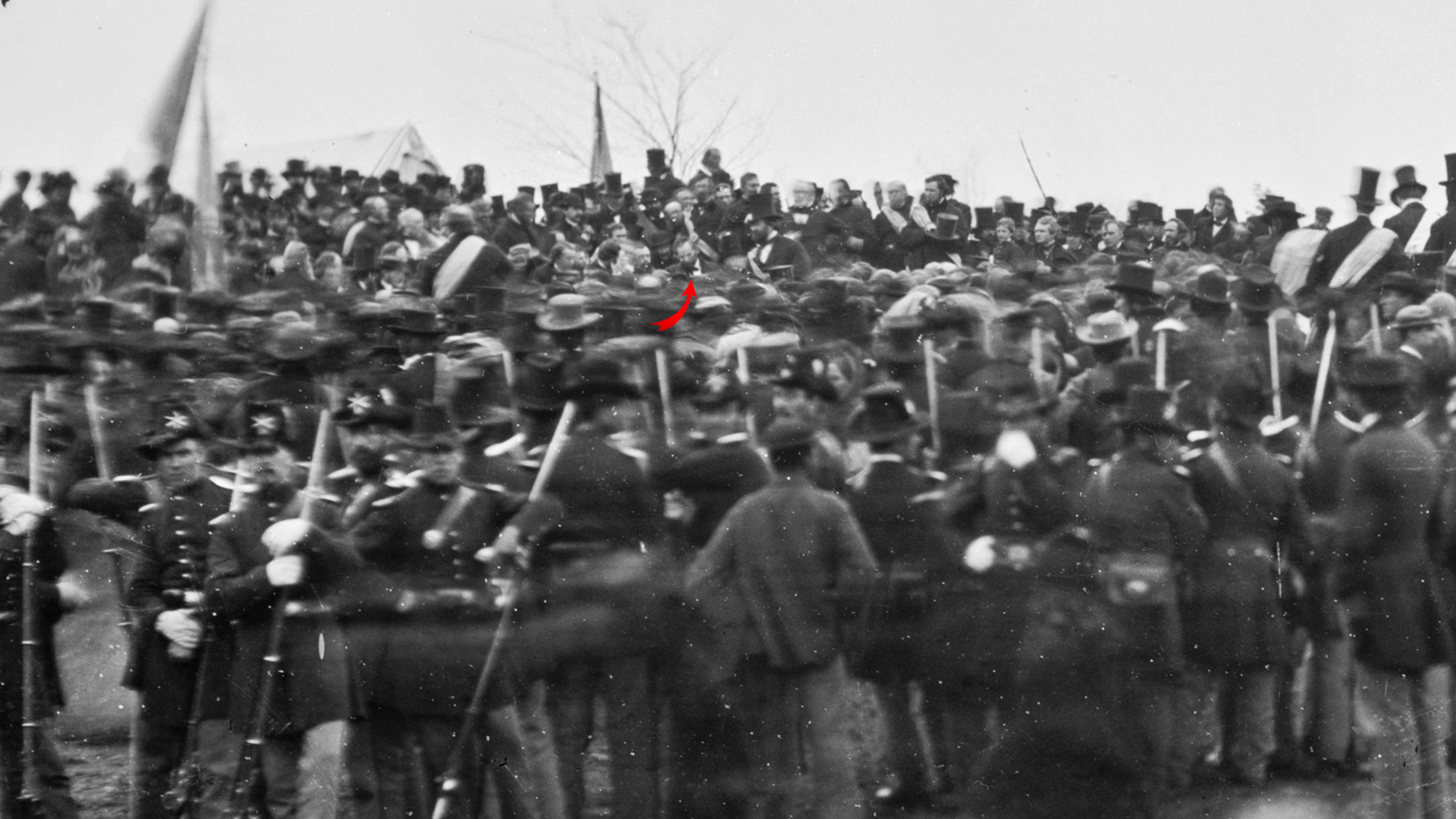
معاينة تم قصها من صورة باتشراتش وتحمل سهمًا أحمر يشير إلى الرئيس لينكولن